# Goodnestone, Swale
Goodnestone är en by i civil parish Graveney with Goodnestone, i distriktet Swale, i grevskapet Kent, i England. Byn är belägen 11 km från Canterbury. Goodnestone var en civil parish fram till 1983 när blev den en del av Graveney with Goodnestone. Civil parish hade 58 invånare år 1961.